# Уорбертон, Уильям
Уильям Уорбертон (англ. William Warburton; 1698—1779) — английский писатель, литературный критик и священник, епископ Глостерский (1759—1779).

## Биография
Уильям Уорбертон родился 24 декабря 1698 года в английском городке Ньюарк-он-Тренте в семье клерка.
Готовился быть адвокатом, но потом перешел в духовное звание. После многих лет уединенной жизни в Бранд-Броутоне, куда он был назначен священником.
В 1736 году он выступил на литературном поприще с книгой: «О союзе церкви и государства» («The alliance between Church and State»), сразу обратившей на себя внимание эрудицией автора. 

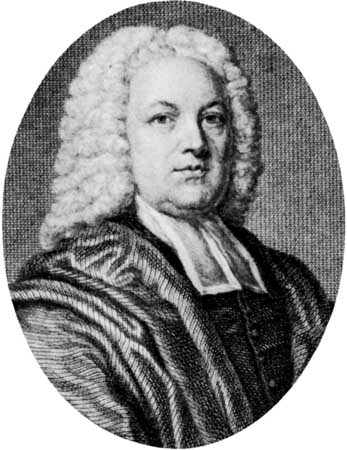
Уильям Уорбертон

Несколько лет спустя (между 1738 и 1741 годами) вышел в свет труд Уильяма Уорбертона, доставивший ему громкую известность в английской литературе и носящий заглавие: «The Divine Legation of Moses, demonstrated on the principles of a religious Deist from the omission of the doctrine of a future state of Rewards and Punishments in the Jewish dispensation» («Божественная миссия Моисея, явствующая, по принципам верующего деиста, из отсутствия в иудаизме идеи возмездия в будущей жизни»). Основная мысль этой книги, как видно из самого её заглавия, весьма парадоксальна; может быть, именно потому он так не закончил своего труда и не вывел окончательных результатов из своих положений. Но аргументация автора свидетельствует о большом уме и обширной учености; он мог ослепить читателей, показывая им своё знание древнего мира, освещая самые темные страницы древней жизни.
Знаменитый английский историк Эдуард Гиббон называет «Divine Legation» блестящей ошибкой У. Уорбертона. Благодаря, отчасти, своей сенсационной книге Уорбертон достиг высших почестей и в 1759 году стал епископом.
Он защищал в печати «Essay on Man» и другие поэмы Поупа, который в благодарность оставил ему большое наследство. Его заметки о Уильяме Шекспире, Александре Поупе и других, по мнению ряда критиков, лишены литературного вкуса.
Из других его сочинений наиболее известны: «The principles of nature and Revealed Religion» и «View of Bolingbrokes Religion».
Уильям Уорбертон скончался 7 июня 1779 года в городе Глостере не оставив наследников; единственный сын писателя умер раньше него.